# Estação
Estação är en kommun i Brasilien.   Den ligger i delstaten Rio Grande do Sul, i den södra delen av landet, 1 400 km söder om huvudstaden Brasília. Antalet invånare är 6 011.
Trakten runt Estação består till största delen av jordbruksmark. Runt Estação är det ganska tätbefolkat, med 52 invånare per kvadratkilometer.